# 黑豹

黑豹

黑豹 又稱 墨豹，中國古代稱玄豹，是由於基因變異而體毛呈黑色的豹，並非獨立的物種或亞種。黑豹幼體和正常毛色的幼豹會混杂在同一胎中出生，並且黑豹也能產下正常毛色的幼豹。
與白化相比，黑化對生存的影響是正面的，所以比白化更常見。黑豹在夜間捕獵時更易於隱藏，其他棲息於密林中的動物也可能因黑化而更有利於生存。在明亮的光線照射下，能看出黑豹的毛色並不是完全的純黑，而是深淺不一的黑褐色，並能看到隱約的斑點和環紋。
报道过有黑豹出没的地区，包括中国西南部、印度南部、尼泊爾、緬甸和爪哇岛等，据称马来半岛南部的黑豹数量超过了正常毛色的豹，而黑豹在非洲卻很少见。
黑豹因其独特的外表而颇具观赏价值，在世界各地的动物园中被广泛繁育饲养。然而人工饲养环境下，人們會刻意为了繁殖黑豹而选择有亲缘关系的个体进行交配，这使人工饲养的黑豹存在健康隐患。调查显示黑豹的繁殖率比一般的豹相对低下。
除豹以外的其他貓科動物也會出現黑色型個體，如黑色的亞洲金貓是該物種的一個特殊色型，在中國也被俗稱為墨豹；美洲豹的黑化個體稱黑美洲豹，其外貌與黑豹十分相似。

## 延伸閱讀
- 黑色素
- 白豹（英语：White panther）
- 白狮
- 白虎
- 雪虎
- 金虎（英语：Golden tiger）
- 黑虎（英语：Black tiger）
- 王獵豹
- 白灵熊